# Monastyrek (rejon niemirowski)
Monastyrek (ukr. Монастирок) – wieś na Ukrainie w rejonie niemirowskim, obwodu winnickiego.

## Urodzeni
- Mykoła Łeontowycz